# Antonio Visentini
Pour les articles homonymes, voir Visentini.

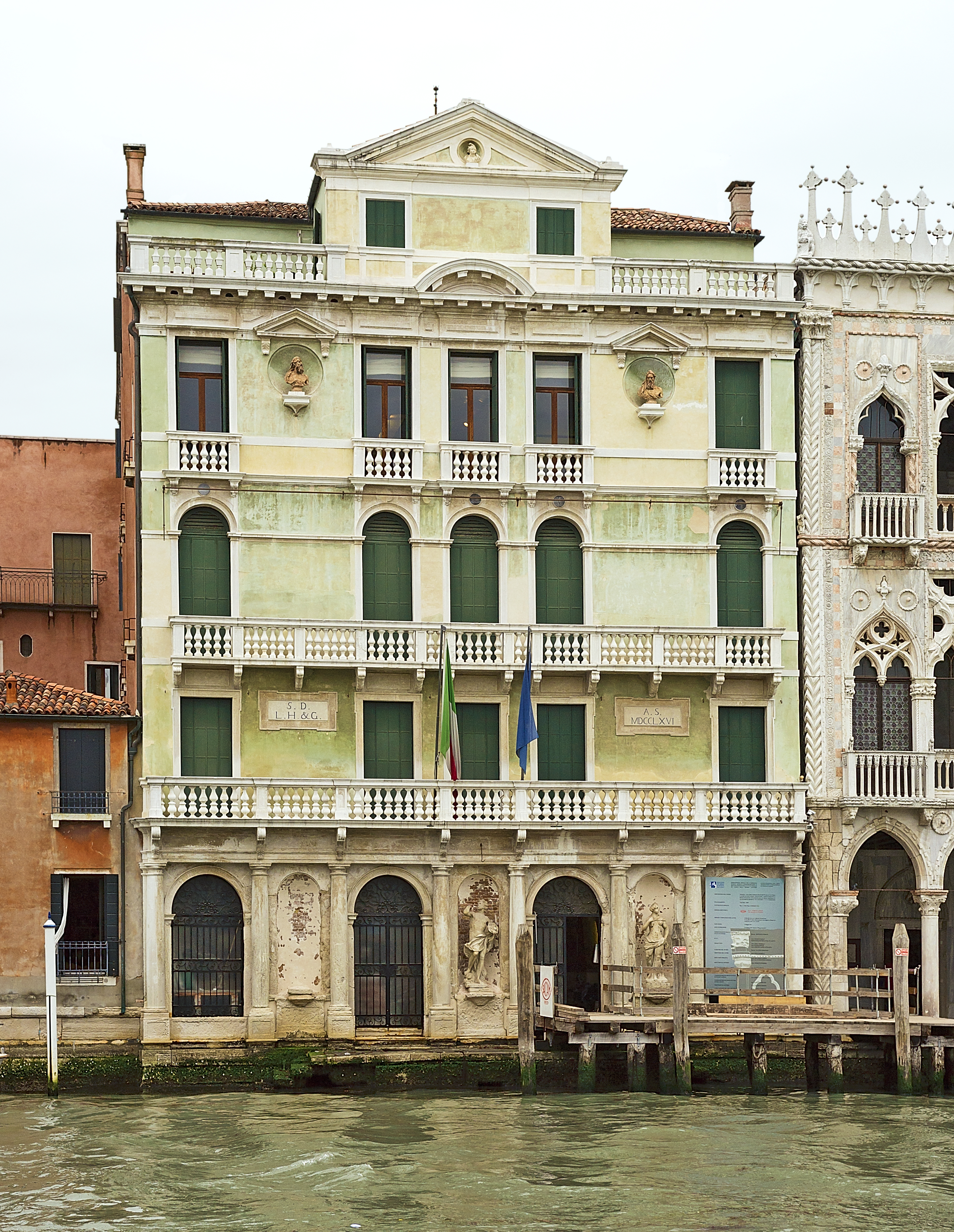
Façade du Palais Giusti sur le Grand Canal à Venise

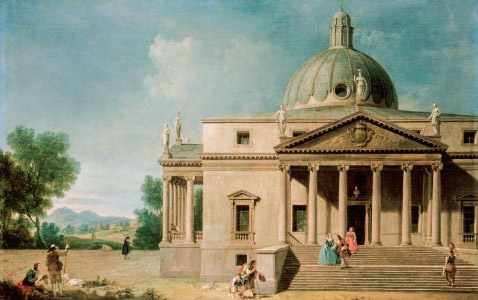
Capriccio avec vue de Mereworth Castle, (1746).

Antonio Maria Visentini, né à Venise (Vénétie) le 21 novembre 1688 et mort le 26 juin 1782  est un peintre italien, un architecte et graveur de l'école vénitienne du XVIIIe siècle.

## Biographie
Doyen de l'Académie des beaux-arts, dont il avait la chaire de perspective, il est également connu comme graveur. 
Il est fameux pour ses vedute sur cuivre de 1742, tirées des peintures de Canaletto, Venetorum Urbis prospectus celebriores..., exécutées pour le consul d'Angleterre Smith.
Il mena d'importantes études sur la basilique Saint-Marc publiées en 1726 ((Iconografia della Ducal Basilica dell'Evangelista Marco).
Il est aussi le créateur des vignettes des volumes de Francesco Guicciardini pour les vingt volumes Della Istoria d'Italia publiés en 1738-1739.
Il travailla à des œuvres communes avec Francesco Zuccarelli en 1746 (Paysage avec un arc de triomphe à George II, Capriccio avec une vue de la Burlington House de Londres), et a décoré à fresque quelques villas de Vénétie.

## Œuvres
- Façade du Palais Giusti sur le Grand Canal à Venise
- Fantaisie architecturale (1771-1777), huile sur toile, 135 × 94 cm, Gallerie dell'Accademia de Venise[3]